# Frantz Howitz (journalist)
 Der er flere personer med dette navn, se Frantz Howitz.
Frantz Howitz (født 18. januar 1952) er en dansk tv-journalist og -redaktør, som primært har beskæftiget sig med kulturområdet.

## Karriere
Howitz læste teatervidenskab og retorik på Københavns Universitet og blev i 1978 instruktørelev på Den Danske Filmskole. Sideløbende med studierne arbejdede han som statist, korist og scenetekniker på forskellige københavnske teater- og revyscener. Det blev dog aldrig til en karriere som udøvende kunstner.
Howitz' karriere som tv-journalist begyndte på Kanal 2 i 1985, og han arbejdede siden for både TV2 og Danmarks Radio, inden han i 2000 blev kulturredaktør på DK4.
Blandt de markante produktioner på DK4 er serien Musikalsk talkshow, hvor en række musikere blev portrætteret i talkshowform med en interview/samtale og fremførelse af egne numre. Howitz har stor interesse for arkæologi, og den har affødt en række programmer, bl.a. serien Arkæologien rundt, der besøger arkæologiske udgravninger rundt om i landet, og fra 2010 det årlige Danefæ top 10 i samarbejde med Nationalmuseet præsenterer en uofficiel oversigt over de bedste eksempler på danefæ fra det forgangne år. 
Han har interviewet dronning Margrethe 2.: Majestæten og arkæologien. Samtale med en hobbyarkæolog fra 2005 (sendt 2006). 
Howitz interviewede også dronningen for DR i Mine aftner i det Det Kongelige Teater.
For DK4 har han produceret flere programmer om historisk madlavning med arkæolog og madhistoriker Bi Skaarup. Ved hendes død i marts 2014 lagde DK4 en mindevideo indtalt af Howitz på YouTube, der gennemgår deres samarbejde.
I 2018 modtog han prisen som Årets Arkæolog, der bliver uddelt af Danske Amatørarkæologer.